# إنتشون يونايتد
نادي اتحاد إنتشون لكرة القدم (الكورية: 인천 유나이티드 FC) هو نادي كرة قدم كوري جنوبي تأسس في سنة 2003، يلعب حالياً في الدوري الكوري الكلاسيكي ويتمركز في مدينة إنشيون والتي تعتبر ثالث أكبر مدينة في كوريا الجنوبية، ملعبه هو ملعب إنتشون لكرة القدم والذي يسع لحوالي 20 ألف متفرج، إحتل المركز العاشر في موسم 2014 لدوري الكوري الكلاسيكي.